# Медаль и премия Дадделла
Медаль и премия Денеша Габора (англ. Gabor medal and prize), ранее известная как Медаль и премия Дадделла (англ. Duddell medal and prize) — международная награда в области прикладной физики, присуждающаяся Институтом Физики. 
Медаль и премия Дадделла учреждена Институтом Физики в 1923 году в честь Уильяма Дадделла. В 2008 году переименована и стала называться Медаль и премия Денеша Габора. Медаль Даддела была бронзовой, медаль Габора — серебряная. И к медали Даддела, и к медали Габора прилагалась и прилагается денежная премия в размере 1000 фунтов стерлингов, а также сертификат. Лауреат может быть приглашён дать лекцию в Институте Физики. Среди награждённых 11 лауреатов Нобелевской премии.

## Лауреаты
- 1923 — Hugh Longbourne Callendar[англ.]
- 1924 — Бойз, Чарлз Вернон
- 1925 — Albert Campbell
- 1926 — Frank Twyman
- 1927 — Frank Edward Smith[англ.]
- 1928 —  Гийом, Шарль Эдуар
- 1929 —  Майкельсон, Альберт Абрахам
- 1930 — Флеминг, Джон Амброз
- 1931 —  Вильсон, Чарлз Томсон Риз
- 1932 — Wolfgang Gaede[англ.]
- 1933 — Harold Dennis Taylor[англ.]
- 1934 — W Ewart Williams
- 1935 — Charles Vickery Drysdale[англ.]
- 1936 — Walter Guyton Cady[англ.]
- 1937 — Гейгер, Ханс
- 1938 — Пол, Роберт Уильям
- 1940 —  Лоуренс, Эрнест Орландо
- 1941 — Уильям Дэвид Кулидж
- 1942 — Бёрч, Сесил Реджинальд
- 1943 — John Guild
- 1944 —  Астон, Фрэнсис Уильям
- 1945 — Джон Рэндалл
- 1946 — Вайсенберг, Карл
- 1947 — Грааф, Роберт Ван де
- 1948 —  Сигбан, Карл Манне Георг
- 1949 — Лэнд, Эдвин Герберт
- 1950 — Donald William Fry
- 1951 — Albert Beaumont Wood[англ.]
- 1952 — Cecil Waller
- 1953 — William Sucksmith
- 1954 — Ловелл, Альфред Чарлз Бернард
- 1955 — Компфнер, Рудольф
- 1956 — John Gilbert Daunt
- 1957 — C. E. Wynn-Williams[англ.]
- 1958 — Leonard Charles Jackson
- 1959 — George William Hutchinson и Gordon George Scarrott
- 1960 — Reginald Victor Jones[англ.]
- 1961 — Адамс, Джон Бертрам
- 1963 —  Брокхауз, Бертрам
- 1965 — Hugh Alastair Gebbie
- 1967 — Keith Davy Froome и Robert Howard Bradsell
- 1969 — Charles William Oatley[англ.]
- 1971 — Vernon Ellis Cosslett[англ.] и Kenneth Charles Arthur Smith
- 1973 — Albert Franks
- 1975 —  Руска, Эрнст Август
- 1976 —  Хаунсфилд, Годфри
- 1977 — Ronald Ferguson Pearson
- 1978 — Edward George Sydney Paige[англ.]
- 1979 — John Riddle Sandercock
- 1980 — Albert Victor Crewe[англ.]
- 1981 — Bruce Arthur Joyce
- 1982 —  Мер, Симон ван дер
- 1983 — Ian Robert Young[англ.]
- 1984 — Peter LeComber[англ.]
- 1985 — Colin Edward Webb[англ.]
- 1986 — Bryan Peter Kibble
- 1987 — Colin George Windsor[англ.]
- 1988 —  Мэнсфилд, Питер
- 1989 — Michael J Downs
- 1990 — John Edwin Field
- 1991 — Kenneth Firth и David Jonathan Hubbard
- 1992 — Peter Faraday Smith
- 1993 — Michael Anthony Flemming[англ.]
- 1994 — Christopher John Stokes Damerell
- 1995 — Alfred Rodney Adams[англ.]
- 1996 — Martin Pengton Seah
- 1997 — Бернерс-Ли, Тим
- 1998 — Meirion Francis Lewis
- 1999 — Rex Watton
- 2000 — Ondrej Krivanek[англ.]
- 2001 — James Kazimierz Gimzewski[англ.]
- 2002 — Капассо, Федерико
- 2003 — Stephen Myers (engineer)[англ.]
- 2004 — Джеймс Хаф
- 2005 — Geoff Hall, Peter Sharp и Alessandro Marchioro[Ком. 1]
- 2006 — Peter N. T. Wells[англ.][Ком. 2]
- 2007 — Richard Nelmes[Ком. 3]
- 2008 — Doreen Stoneham[Ком. 4]
- 2010 — Pratibha Gai[англ.][Ком. 5]
- 2012 — Alwyn Seeds[Ком. 6]
- 2014 — Brian Keith Tanner[англ.][Ком. 7]
- 2016 — Martin Dawson[Ком. 8]
- 2017 — Paul Evans[Ком. 9]
- 2018 — Nils Hempler[Ком. 10]
- 2019 — Kai Bongs[Ком. 11]
- 2020 — David Birch[Ком. 12]
- 2021 — Athanasia Tzelepi[Ком. 13]
- 2023 — Ramsey Faragher[Ком. 14]
- 2024 — Michael Jurgen Kosch[Ком. 15]

## Комментарии
1. ↑  Обоснование награды: For their development of ‘radiation hard’ analogue electronics for silicon detectors enabling their use as a means of precision detection and measurement of charged particle production at the Large Hadron Collider
2. ↑  Обоснование награды: For his work on the application of ultrasound to medicine
3. ↑  Обоснование награды: For pioneering new techniques and instrumentation that have transformed high-pressure structural science
4. ↑  Обоснование награды: For her successful establishment of a world-leading company that authenticates ceramics for the art world
5. ↑  Обоснование награды: For her pioneering development of atomic – resolution environmental transmission electron microscopy and its application to instrument manufacture and industrial processing
6. ↑  Обоснование награды: For his research on and practical realisation of microwave photonic devices leading to their commercial exploitation in wireless and optical communication systems
7. ↑  Обоснование награды: For his research on, and practical realisation of, metrologies and technologies that contribute direct improvement to industrial performance and for his contribution to the understanding of the fundamental science behind engineering processes
8. ↑  Обоснование награды: For his vision and leadership in applied photonics, including pioneering contributions to optically pumped semiconductor lasers, diamond photonics and gallium nitride optical microsystems, and for fostering the international development and commercialisation of these technologies
9. ↑  Обоснование награды: For his pioneering research into material-specific, 3D X-ray imaging and its application in security screening, which has substantially increased the security of the travelling public
10. ↑  Обоснование награды: For his role in founding M Squared Innovation, forming global partnerships, commercialising cutting-edge science in quantum, biophotonics and sensing – and helping to establish new companies to develop products for societal benefit
11. ↑  Обоснование награды: For his contribution to the development of quantum sensors and the translation to industrial applications and the development of the UK National Quantum Technology (QT) Hub for Sensors and Metrology
12. ↑  Обоснование награды: For his contribution to the development of quantum sensors and the translation to industrial applications and the development of the UK National Quantum Technology (QT) Hub for Sensors and Metrology.
13. ↑  Обоснование награды: For significant and sustained contributions to the management of graphite in nuclear reactors, providing key technical expertise and advice supporting continued operation and decommissioning of the UK reactor fleet.
14. ↑  Обоснование награды: For numerous innovations in signal processing and sensor fusion, including the invention and commercialisation of the Supercorrelation™ technique that greatly increases the accuracy, sensitivity and security of global navigation satellite system receivers.
15. ↑  Обоснование награды: For image processing techniques, derived from pioneering auroral research, that have been deployed in hundreds of automated cameras for wildfire detection, realising huge savings in timber and CO2 emissions.